# Versorgungsbezüge
Versorgungsbezüge ist ein Begriff des deutschen Dienst- und Steuerrechts.

## Dienstrecht
Beamte (außer Ehrenbeamte), Soldaten und Berufsrichter haben nach Beginn des Ruhestandes Anspruch auf Versorgungsbezüge. Im aktiven Beamtenverhältnis erhalten sie als Besoldung Dienst- oder Anwärterbezüge und ggf. vermögenswirksame Leistungen. Für Bundesbeamte und Richter im Bundesdienst sind die Versorgungsbezüge im Beamtenversorgungsgesetz (BeamtVG) geregelt, für Landesbeamte und -richter in den entsprechenden Landesgesetzen. Die Versorgungsbezüge der Berufssoldaten und die Dienstzeitversorgung der Soldaten auf Zeit der Bundeswehr ist im Soldatenversorgungsgesetz (SVG) geregelt. Laut § 2 BeamtVG sind Versorgungsbezüge:
1. Ruhegehalt oder Unterhaltsbeitrag,
2. Hinterbliebenenversorgung (insbesondere Witwengeld und Waisengeld)
3. Bezüge bei Verschollenheit,
4. Unfallfürsorge,
5. Übergangsgeld,
6. Ausgleich bei besonderen Altersgrenzen,
7. Erhöhungsbetrag nach § 14 Abs. 4 Satz 3 Halbsatz 1 BeamtVG,
8. Unterschiedsbetrag nach § 50 Abs. 1 Satz 2 und 3 BeamtVG,
9. Leistungen nach den §§ 50a bis 50e BeamtVG,
10. Ausgleichsbetrag nach § 50 Abs. 3 BeamtVG,
11. Anpassungszuschlag nach § 69b Satz 5 BeamtVG,
12. Einmalzahlung nach Abschnitt 11 BeamtVG.

## Steuerrecht
Versorgungsbezüge im deutschen Einkommensteuerrecht sind gemäß § 19 Abs. 2 EStG
- das Ruhegehalt (Pension), Witwengeld oder Waisengeld, der Unterhaltsbeitrag oder ein gleichartiger Bezug

1. auf Grund beamtenrechtlicher oder entsprechender gesetzlicher Vorschriften,
2. nach beamtenrechtlichen Grundsätzen von Körperschaften, Anstalten oder Stiftungen des öffentlichen Rechts oder öffentlich-rechtlichen Verbänden von Körperschaften

oder
- in anderen Fällen Bezüge und Vorteile aus früheren Dienstleistungen wegen Erreichens einer Altersgrenze, verminderter Erwerbsfähigkeit oder als Hinterbliebenenbezüge (z. B. Betriebsrenten, nicht jedoch die Sozialversicherungsrenten); Bezüge wegen Erreichens einer Altersgrenze gelten erst dann als Versorgungsbezüge, wenn der Steuerpflichtige das 63. Lebensjahr oder, wenn er schwerbehindert ist, das 60. Lebensjahr vollendet hat.

Versorgungsbezüge gehören zu den Einkünften aus nichtselbständiger Arbeit und sind grundsätzlich einkommensteuerpflichtig; sie unterliegen dem Lohnsteuerabzug. Jedoch bleibt der Versorgungsfreibetrag steuerfrei. Zu beachten ist auch der Werbungskostenpauschbetrag des § 9a S. 1 Nr. 1b EStG.
Soweit es sich nicht um Beamteneinkommen handelt, sind Versorgungsbezüge grundsätzlich auch sozialversicherungspflichtig. Unabhängig von der Versicherungspflicht in der gesetzlichen Krankenversicherung der Rentner müssen Krankenversicherungsbeiträge gezahlt werden (§ 229 SGB V). Diese sind vom Empfänger der Versorgungsbezüge allein zu tragen (§ 250 SGB V).